# Grote Moskee van Asmara
De Grote Moskee van Asmara is een moskee gelegen in het centrum van Asmara, de hoofdstad van Eritrea. Het wordt beschouwd als een van de drie prominente gebouwen in de stad, samen met de Kerk van Onze Lieve Vrouw van de Rozenkrans en de Koptische kathedraal van Enda Mariam.
Het werd ontworpen door Guido Ferrazza en in 1938 gebouwd op initiatief van Benito Mussolini, om de aandacht te trekken van de moslimbevolking, die ongeveer 50% van het gebied uitmaakt.